# Jegor Sozonov
Jegor Sergejevič Sozonov (Sazonov) (rusky Егор Сергеевич Созонов; 26. květnajul./ 7. června 1879greg., Vjatka, Ruské impérium – 27. listopadujul./ 10. prosince 1910greg., Krasnokamensk, Ruské impérium), ruský revolucionář, člen strany socialistů-revolucionářů a vrah ministra vnitra Vjačeslava von Pleve.

## Životopis

### Před atentátem
Jegor Sozonov se narodil v rodině rolníka. Roku 1901 studoval na Lomonosovově univerzitě, tentýž rok z ní však byl pro účast na stávkách vyhnán, a poté také vypovězen z Moskvy. Sozonov odešel do Ufy, kde se sblížil se socialistickými revolucionáři. V roce 1902 byl zatčen a poslán na Sibiř.

### Atentát a po něm
Dne 28. července 1904 zabil Sozonov na příkaz Jevno Azefa ministra vnitra Vjačeslava von Pleve. Pleve odjel ráno 28. července 1904 ve svém kočáře ze sídla Ochranky k Petrohradskému nádraží. V polovině cesty jel Pleveho kočár přes most nad řekou Fontankou. Na mostě stáli Sozonov a jeho společník Ivan Kaljajev. Jakmile se kočár přiblížil, Sozonov vyskočil z části mostu určené pro chodce a hodil do Pleveho kočáru bombu. Pleve byl těžce zraněn, ještě tentýž den zranění podlehl.
Oba atentátníci z místa činu uprchli. Sozonov však neměl takové štěstí jako Kaljajev. Byl dopaden a odsouzen k doživotnímu trestu na Sibiři. Několikrát se pokusil o útěk.
Dne 27. listopadu 1910 spáchal Sozonov sebevraždu pozřením jedu na protest proti bičování vězňů.